# 칠곡경북대학교병원
칠곡경북대학교병원(漆谷慶北大學校病院, Kyungpook National University Chilgok Hospital, KNUCH)은 경북대학교병원의 제2병원으로 2011년 1월 3일에 개원하였으며, 대구광역시에 위치하고 있다.